# بونيفاس ويمر
بونيفاس ويمر (بالإنجليزية: Boniface Wimmer) هو كاهن كاثوليكي أمريكي، ولد في 14 يناير 1809 في Thalmassing ‏ في ألمانيا، وتوفي في 8 ديسمبر 1887 في لاتروب في الولايات المتحدة.